# Aérodrome de Yacuiba
L'aérodrome de Yacuiba (espagnol : Aeropuerto Yacuiba, (code IATA : BYC • code OACI : SLYA)) est un aérodrome situé à 4 km au nord de Yacuiba, une ville du département de Tarija, en Bolivie. 
La piste se trouve dans une vallée orientée nord-sud, avec un relief ascendant à l'est, et les montagnes de la Cordillère Orientale à 2,5 km à l'ouest. 
La balise non directionnelle de Yacuiba (Ident: YAC) est située sur le terrain. 

## Situation
| \| 20 km1:4 514 000 \| Camiri Chimoré Cobija Cochabamba El Trompillo Guayaramerín La Paz Oruro Potosí Puerto · Suárez Riberalta Rurrenabaque San Borja Santa Ana · del Yacuma Sucre Tarija Trinidad Uyuni Santa Cruz Yacuiba |
| 20 km1:4 514 000 |

## Compagnies aériennes et destinations
| Compagnies            | Destinations |
| --------------------- | ------------ |
| Boliviana de Aviación | Tarija       |

Édité le 27/04/2019  Actualisé le 7/12/2023

## Voir également
- Transport en Bolivie